# Phanxicô Xaviê Hà Trọng Mậu
Phanxicô Xaviê Hà Trọng Mậu là một thầy giảng tử vì đạo dưới triều vua Minh Mạng, được Giáo hội Công giáo Rôma phong Hiển Thánh vào năm 1988.
Ông sinh năm 1790, tại làng Kẻ Diền (nay thuộc xứ Duyên Lãng, xã Minh Hòa, huyện Hưng Hà, tỉnh Thái Bình, thuộc Giáo phận Thái Bình). Ông gia nhập dòng Đa Minh, theo giúp linh mục Nguyễn Văn Tự tại làng Đức Trai, xứ đạo Kẻ Mốt. Khi linh mục Tự bị bắt, ông trú tại nhà một lương dân làng Nhất Trai nhưng bị chủ nhà tố giác và bị bắt giam. Ngày 19 tháng 8 năm 1838, quan truyền lệnh bước qua Thập Giá, ông từ chối nên bị đánh 60 roi. Binh lính phải khiêng vào ngục. Ngày 19 tháng 12 năm 1839, ông chịu xử giảo tại pháp trường Cổ Mễ. Thi thể được đưa về an táng tại nhà thờ họ Hương La, xứ Tử Nê, Giáo phận Bắc Ninh. Hiện nay, hài cốt của ông vẫn còn được lưu giữ một phần tại Tòa Giám mục Bắc Ninh. 